# Rhagodorta zorab
Genre
Espèce
Synonymes
- Rhagodes zorab Birula, 1905

Rhagodorta zorab, unique représentant du genre Rhagodorta, est une espèce de solifuges de la famille des Rhagodidae.

## Distribution
Cette espèce se rencontre en Iran, en Irak et en Arabie saoudite.

## Description
Rhagodorta zorab mesure de 27 à 45 mm.

## Publications originales
- Birula, 1905 : Beiträge zur Kenntnis der Solifugen-Fauna Persiens. Bulletin de l'Académie impériale des sciences de St.-Pétersbourg, vol. 5, no 22, p. 247-286.
- Roewer, 1933 : Solifuga, Palpigrada. Dr. H.G. Bronn's Klassen und Ordnungen des Thier-Reichs, wissenschaftlich dargestellt in Wort und Bild. Akademische Verlagsgesellschaft M. B. H., Leipzig. Fünfter Band: Arthropoda; IV. Abeitlung: Arachnoidea und kleinere ihnen nahegestellte Arthropodengruppen, vol. 2/3, p. 161–480 (texte intégral).